# Depressaria venustella
Depressaria venustella is een vlinder uit de familie grasmineermotten (Elachistidae). De wetenschappelijke naam is voor het eerst geldig gepubliceerd in 1990 door Hannemann.
De soort komt voor in Europa.